# Sèrra de Sant Martin
La Sèrra de Sant Martin és una serra situada al municipi de Naut Aran a la comarca de la Vall d'Aran, amb una elevació màxima de 2.349 metres.